# Xylosandrus
Xylosandrus es un género de escarabajos que engloba unas 54 especies. La especie tipo del género es Xyleborus morigerus (Blandford) 1894. Son escarabajos de la subfamilia Scolytinae que perforan galerías en la madera de los árboles, donde se alimentan de hongos que los propios adultos transportan consigo. Es un género de escarabajos muy polífago que afecta a una gran variedad de especies de árboles.
En relación con esta amplia afectación, algunas especies del género son consideradas invasoras más allá de su lugar de distribución natural. Son escarabajos de muy pequeño tamaño, 1.0–1.8 mm.

## Especies
Las siguientes especies pertenecen a Xylosandrus:
- Xylosandrus abruptoides (Schedl), 1955
- Xylosandrus abruptulus (Schedl), 1953
- Xylosandrus adherescens Schedl, 1971
- Xylosandrus arquatus (Sampson), 1912
- Xylosandrus assequens Schedl, 1971
- Xylosandrus ater (Eggers), 1923
- Xylosandrus borealis Nobuchi, 1981
- Xylosandrus brevis (Eichhoff), 1877
- Xylosandrus butamali (Beeson), 1930
- Xylosandrus compactus (Eichhoff), 1875
- Xylosandrus corthyloides (Schedl), 1934
- Xylosandrus crassiusculus (Motschulsky), 1866
- Xylosandrus curtulus (Eichhoff), 1869
- Xylosandrus cylindrotomicus (Schedl), 1939
- Xylosandrus derupteterminatus (Schedl), 1951
- Xylosandrus deruptulus (Schedl), 1942
- Xylosandrus diversepilosus (Eggers), 1941
- Xylosandrus eupatorii (Eggers), 1940
- Xylosandrus ferinus (Schedl), 1936
- Xylosandrus fijianus (Schedl), 1938
- Xylosandrus germanus (Blandford), 1894
- Xylosandrus gravidus (Blandford), 1898
- Xylosandrus hirsutipennis (Schedl), 1961
- Xylosandrus improcerus (Sampson), 1921
- Xylosandrus jaintianus (Schedl), 1967
- Xylosandrus laticeps (Wood), 1977
- Xylosandrus mancus (Blandford), 1898
- Xylosandrus mediocris (Schedl), 1942
- Xylosandrus mesuae (Eggers), 1930
- Xylosandrus metagermanus (Schedl), 1951
- Xylosandrus morigerus (Blandford), 1894
- Xylosandrus mutilatus (Blandford), 1894
- Xylosandrus nanus (Blandford), 1896
- Xylosandrus omissus (Schedl), 1961
- Xylosandrus oralis (Schedl), 1961
- Xylosandrus orbiculatus (Schedl), 1942
- Xylosandrus posticestriatus (Eggers), 1939
- Xylosandrus pseudosolidus (Schedl), 1936
- Xylosandrus pusillus (Schedl), 1961
- Xylosandrus pygmaeus (Eggers), 1940
- Xylosandrus retusus (Eichhoff), 1868
- Xylosandrus solidus (Eichhoff), 1868
- Xylosandrus squamulatus (Beaver), 1985
- Xylosandrus subsimiliformis (Eggers), 1939
- Xylosandrus subsimilis (Eggers), 1930
- Xylosandrus terminatis (Eggers), 1930
- Xylosandrus testudo (Eggers), 1939
- Xylosandrus ursa (Eggers), 1923
- Xylosandrus ursinus (Hagedorn), 1908
- Xylosandrus ursulus (Eggers), 1923
- Xylosandrus zimmermanni (Hopkins), 1915